# اسکار ویلژال
اسکار ویلژال (مجاری: Oszkár Vilezsál; ۱۷ سپتامبر ۱۹۳۰ – ۲۰ ژوئیهٔ ۱۹۸۰) بازیکن فوتبال اهل مجارستان بود.
از باشگاه‌هایی که در آن بازی کرده‌است می‌توان به باشگاه فوتبال فرنتس‌واروش اشاره کرد.
وی همچنین در تیم ملی فوتبال مجارستان بازی کرده‌است.